# Jacqueline Desmarais
Pour les articles homonymes, voir Desmarais.
Jacqueline Desmarais, née Marie Jacqueline Dolores Maranger le 20 septembre 1928 à Sudbury (paroisse Sainte-Anne, en Ontario) et morte le 3 mars 2018 à 89 ans, est une multi-milliardaire et mécène canadienne.

## Biographie
Selon le magazine Forbes, sa fortune était estimée à 4,2 milliards de dollars en janvier 2015.

### Famille
Jacqueline Desmarais est la femme de Paul Desmarais.
Elle est la mère de Paul Desmarais et André Desmarais, Louise Desmarais et Sophie Desmarais, et la grand-mère de 10 petits-enfants.

## Distinctions

### Décorations
- Compagnon de l'Ordre du Canada (1998)
- Chevalière de la Légion d'honneur (2011)
- Ordre national du Québec Grand officier (2012)
- Commandeur de l'Ordre de Montréal (2016)
- Compagne de l'Ordre des arts et des lettres du Québec (2016)

### Prix
- Premier Prix pour contributions exceptionnelles aux arts au Canada et aux États-Unis (2014)

### Honneurs
- Membre du panthéon canadien de l'art lyrique (1996)